# Ruth Landes
Ruth Landes (geboren am 8. Oktober 1908 in New York City; gestorben am 11. Februar 1991 in Hamilton, Ontario, Kanada) war eine US-amerikanische Kulturanthropologin. Sie gilt als Pionierin auf dem Feld der Erforschung von Geschlechterbeziehungen und der gesellschaftlichen Stellung von ethnischen Minderheiten.

## Leben

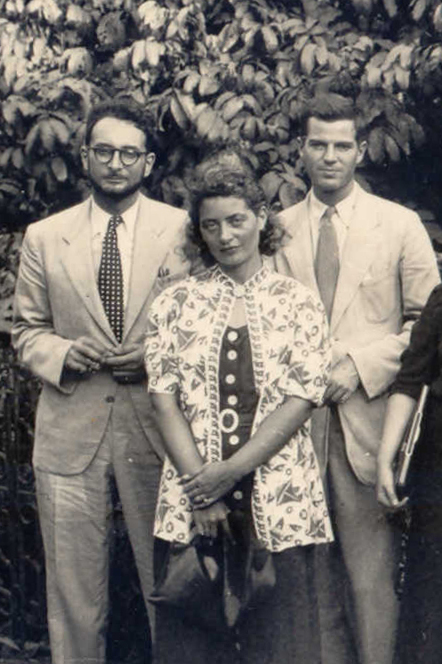
Ruth Landes (Mitte), Claude Lévi-Strauss (links im Bild), Charles Wagley (rechts im Bild) bei einem Besuch vermutlich Ende der 1930er Jahre im Nationalmuseum in Rio de Janeiro.

Ruth Schlossberg wurde 1908 als Tochter russisch-jüdischer Immigranten in Manhattan geboren. Ihr Vater Joseph Schlossberg war Mitbegründer und viele Jahre Generalsekretär der Textil-Gewerkschaft Amalgamated Clothing Workers of America. Landes schloss ihr Soziologiestudium an der New York University im Jahr 1928 mit einem Bachelor of Arts  ab und absolvierte 1929 ein Masterstudium  an der New York School of Social Work (heute Teil der Columbia University). Anschließend promovierte sie in Anthropologie an der Columbia University. Großen Einfluss hatte ihre Doktormutter Ruth Benedict. Auch Franz Boas beeinflusste Landes stark.
Während ihres Studiums arbeitete sie als Sozialarbeiterin in Harlem. In dieser Zeit heiratete sie den Medizinstudenten Victor Landes. Doch die Ehe hielt nur kurz. Als sich Ruth Landes gegen den Willen ihres Mannes für eine Promotion in Anthropologie an der Columbia University entschied, trennte sich das Paar nach nur zwei Jahren.
1939 arbeitete Landes kurz als Wissenschaftlerin für Gunnar Myrdals Studie über Afroamerikaner. 1941 wurde Landis Forschungsleiterin des Office of the Coordinator of Inter-American Affairs und war bis 1945 Beraterin für afroamerikanische und mexikanisch-stämmige Amerikaner in US-Präsident Franklin D. Roosevelts Komitee für faire Arbeitsbedingungen. Zur gleichen Zeit begann sie mit Studien zu den Akadiern in Louisiana.  In den Jahren 1948 bis 1951 war sie Forschungsleiterin der American Jewish Commission in New York. Sie beriet Ruth Benedict in den Jahren 1948 bis 1951 zu jüdischen Familien in New York bei deren Forschungsstudie über zeitgenössische Kulturen. Von 1950 bis 1952 untersuchte Landes die Probleme afrikanischer und asiatischer Immigranten im Vereinigten Königreich. 1946/47 und Ende der 1940er Jahre lebte Landes in Kalifornien und arbeitete für das Los Angeles Metropolitan Welfare Council an einer Studie über Gangs. So wurde sie auf die Kultur der Hispanics und Latinos aufmerksam. Nach dem Ende des Vertrages ging sie nach New York zurück und war für den American Jewish Congress tätig. 1951/52 lebte sie mit einem Fulbright-Stipendium ein Jahr in London und untersuchte die Situation afrikanischer und asiatischer Einwanderer im Land. Außerdem interessierte sie sich verstärkt für kulturvergleichende Studien zur Bildung von Minderheiten und den Prozessen und den Auswirkungen des Älterwerdens. 1968 begann sie eine Untersuchung zu Bilingualismus und Bikulturalismus anhand der Unabhängigkeitsbestrebungen der Provinz Québec in Kanada. Das Projekt führte sie zu den Basken in Spanien, in die viersprachige Schweiz und nach Südafrika.
Bis 1965 war Landes immer nur kurz an Hochschulen beschäftigt. So arbeitete sie 1937 am Brooklyn College und 1937/38 an der Fisk University. Hierher war sie gekommen, um die umfangreiche Bibliothek mit Material zu Afrikanern und Afroamerikanern zu nutzen. 1953/534 unterrichtete sie an der William Alanson White Psychiatric Institution in New York und von 1953 bis 1955 an der New School for Social Research. 1957 hatte sie eine Gastprofessur an der University of Kansas inne und von 1957 bis 1962 an der University of Southern California. 1959 bis 1962 war sie Gastprofessorin und Leiterin der Anthropologie und des Bildungsprogramms der Claremont Graduate School. 1963 lehrte sie an der Columbia University und dem Los Angeles State College, war in den ersten Monaten des Jahres 1964 Gastprofessorin an der Tulane University und im Sommer des gleichen Jahres Gastprofessorin an der University of Kansas. 1965 wurde sie ordentliche Professorin an der McMaster University in Hamilton. Auch nach ihrer Emeritierung im Jahr 1977 arbeitete sie bis zu ihrem Tod im Jahr 1991 weiter.
Ruth Landes starb 1991 im Alter von 82 Jahren in Ontario. Ihr Nachlass, zu dem auch Fotos und Artefakte gehören, wird im National Anthropological Archives der Smithsonian Institution in Washington, D.C. aufbewahrt.

## Werk
Landes begann schon in ihrer sozialwissenschaftlichen Dissertation über schwarze Juden in Harlem, die gesellschaftliche Organisation und die religiösen Praktiken von sozialen Randgruppen zu erforschen. Auf der Suche nach einer Möglichkeit, ihre Analysen zu verbessern, riet ihr Boas, sich auf die Anthropologie zu verlegen. Unter Benedict interessierte sich Landes immer stärker für die Indianer Nordamerikas. Zwischen 1932 und 1936 arbeitete sie bei den Ojibwa von Ontario und Minnesota, bei den Santee in Minnesota und den Potawatomi in Kansas. In der Folge veröffentlichte sie zahlreiche bedeutende Schriften wie ihre Dissertation Ojibwa Sociology (1937) und Ojibwa Woman (1938). Jahre später publizierte sie Ojibwa Religion and the Midewiwin (1968) und The Mystic Lake Sioux (1968). In Ojibwa Sociology beschreibt Landes Verwandtschaften, religiösen Riten und gesellschaftliche Organisation, in Ojibwa Woman stellt sie dar, wie Frauen über die Geschlechterrollen ökonomische und gesellschaftliche Autonomie durchsetzen konnten. In Ojibwa Religion und The Mystic Lake Sioux diskutierte Landes die Strategien der Indianer, ihre religiösen und kulturellen Bedürfnisse zu erhalten, während sie sich an die schnellen Veränderungen in ihrem kulturellen und politischen Umfeld anpassen mussten.
1938/39 arbeitete Ruth Landes auf Einladung von Benedict im brasilianischen Bahia, um den Synkretismus und die Entwicklung einer eigenen Identität unter den afro-brasilianischen Candomblé zu untersuchen. Sie beschrieb, dass die matriarchalische Religion eine große Kraftquelle für die entrechteten Schwarzen war und denen ein Ausleben ihrer Identität ermöglichte, die sie „passive Homosexuelle“ nannte. In ihrer Veröffentlichung City of Women (1947) beschreibt Landes, wie sich unter der Rassenpolitik Brasiliens viele Praktiken der Candomblé entwickelten. 1966 kam sie nach Brasilien zurück und untersuchte die urbane Entwicklung Rio de Janeiros.

## Ehrungen
Die McMaster University stiftete 1982 den Ruth Landes Prize für außergewöhnliche studentische Arbeiten auf dem Gebiet der Anthropologie. Der Ruth Landes Memorial Research Fund vergibt außerdem Stipendien für Arbeiten auf dem Gebiet der Anthropologie.

## Schriften (Auswahl)
- Ojibwa Sociology. Columbia University Press, 1937
- The Ojibwa Woman. Columbia University Press. New York 1938, ISBN 0-8032-7969-8
- The City of Women. Macmillan, New York 1947, ISBN 0-8263-1556-9
- Culture in American Education: Anthropological Approaches to Minority and Dominant Groups in the Schools. John Wiley & Sons, New York 1965
- Latin Americans of the Southwest. McGraw-Hill, New York 1965
- The Mystic Lake Sioux: Sociology of the Mdewakantonwan Sioux. University of Wisconsin Press, Madison 1968
- Ojibwa Religion and the Midewiwin. University of Wisconsin Press, Madison 1968
- The Prairie Potawatomi: Tradition and Ritual in the Twentieth Century. University of Wisconsin Press, Madison 1970